# 최희철
최희철(1993년 1월 18일 ~ )은 대한민국의 장애인이다. 현재 경상북도 구미시에 거주중이다. KBS의 각 프로그램의 작성자이다.

## 학력
- 구미혜당학교

## TV 프로그램
- 도전! 골든벨 (방영 중단) 작성자
- 6시 내고향 작성자
- 무엇이든 물어보세요 작성자
- 아침마당 작성자
- 2TV 생생정보 작성자